# Kepler-25
Kepler-25 is een ster in het sterrenbeeld Lier (Lyra). De ster is van het type F en heeft drie bevestigde exoplaneten. De ster is een stuk groter dan de Zon en ligt op een afstand van 799 lichtjaar. 

## Planetenstelsel
Het planetenstelsel van de ster werd ontdekt door de Kepler-ruimtetelescoop van NASA en bevestigd in 2012. Toen werden er twee exoplaneten ontdekt, Kepler-25b en c. Het bestaan van deze planeten werd bevestigd door middel van transitiefotometrie. In 2014 werd het bestaan van nog een exoplaneet bevestigd: Kepler-25d.
| Planeet | Massa    | Halve lange as (AE) | Omlooptijd (dagen) | Excentriciteit | Straal  |
| ------- | -------- | ------------------- | ------------------ | -------------- | ------- |
| b       | <12,7 MJ | 0,068               | 6,24               | —              | 2,58 R⊕ |
| c       | <4,16 MJ | 0,11                | 12,72              | —              | 4,48 R⊕ |
| d       | 0,283    | —                   | 123                | —              | —       |

## Afbeeldingen

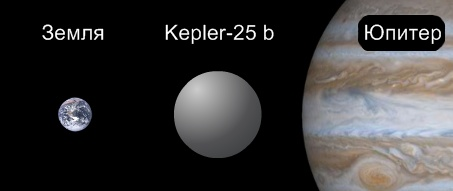
Kepler-25b vergeleken met de Aarde en Jupiter